# Peter Mayer (Kupferstecher)

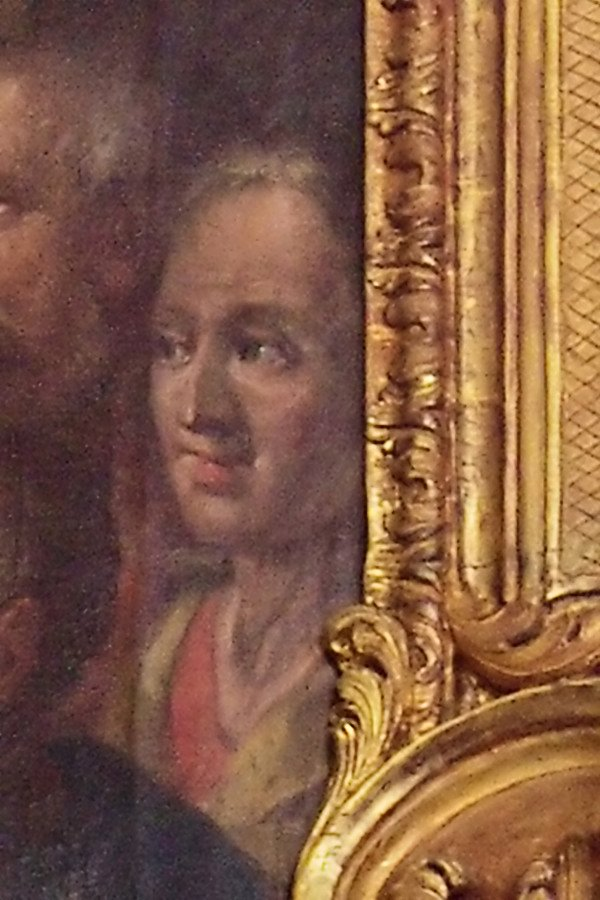
Peter Mayer, mutmaßliches Selbstporträt, Detail aus dem Altargemälde Der ungläubige Thomas in der Pfarrkirche St. Thomas in Betzenhausen

Peter Mayer (* 30. Juni 1718 (Taufdatum) in St. Blasien; † 16. Dezember 1800 in Freiburg im Breisgau) war ein deutscher Zeichner, Kupferstecher und Maler.

## Leben

### Familie
Peter Mayer wurde nach einem Eintrag in dem Taufbuch der Pfarrei St. Stephan am 30. Juni 1718 in St. Blasien als Sohn des Hofschlossers Johannes Mayer und seiner Ehefrau Maria, geborene Würth, auf die Vornamen Joannes Petrus getauft. Er war das siebte von elf Kindern des Paares. Die Familie war in der Region verwurzelt. Der Bruder Blasius Mayer ist durch eine Signatur als Schlosser der Domuhr in St. Blasien belegt.
Peter Mayer ehelichte im Oktober 1757 in Freiburg die Witwe Maria Magdalena Josepha Lieb, geborene Kreutter (1733–1796), die das Haus zum goldenen Heiden in der dortigen Kaiserstraße in die Ehe einbrachte. Von den acht Kindern des Paares überlebten vier den Vater. Peter Mayers Sohn Johann Baptist Peter Mayer (1758–1836) lebte und arbeitete als Miniature-Porträt-Maler in Augsburg.

### Ausbildung
Abt Franz II. Schächtelin ermöglichte Peter Mayer ein Studium an der Akademie der bildenden Künste Wien, in deren Aufnahmeverzeichnis er am 7. Oktober 1738 eingetragen wurde. Der Betrieb der Akademie ruhte von 1742 bis 1744. Ab 1744 besuchte Peter Mayer die Kupferstichklasse des Augsburger Professors Adolf Müller.

### Künstlerische Laufbahn

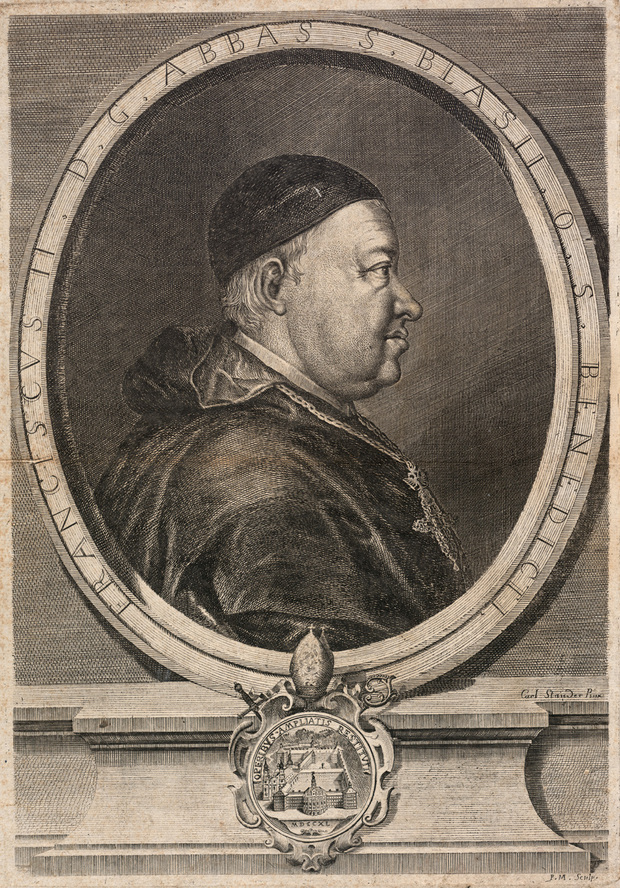
Franz Schächtelin (Kupferstich Peter Mayers nach einer Vorlage von Jacob Carl Stauder)

Die erste eigenständige und mit den Initialen P.M. signierte Arbeit Peter Mayers ist ein Kupferstich seines Gönners Franz II. Schächtelin nach Jacob Carl Stauder, der 1745 bis 1746 entstand. Ab 1747 arbeitete Peter Mayer an den Illustrationen zu Marquard Herrgotts Monumenta Augustae Domus Austriacae, die in vier Bänden von 1750 bis 1772 erschienen. Etwa ein Drittel der 350 Bildtafeln des Monumentalwerkes stammen von Peter Mayer.
Mit Schreiben vom 24. Dezember 1755 beantragte Peter Mayer die Aufnahme als akademischer Bürger der Albert-Ludwigs-Universität Freiburg. Zu den ersten Arbeiten Mayers für Freiburg gehören die Exlibris der Fakultäten ab 1755. Die Theologische Fakultät benutzt ihr Exlibris seit 1756 ununterbrochen bis heute. Das Vermögen seiner Frau ermöglichte Peter Mayer die dauerhafte Niederlassung als freier Künstler im Haus zum goldenen Heiden in Freiburg. In den folgenden Jahren arbeitete Mayer bevorzugt für die Universität und ihre Professoren, für den nach Krozingen übergesiedelten Marquard Herrgott und den Abt von St. Blasien Martin Gerbert.
Von historischer Bedeutung sind vier großformatige Blätter, die Peter Mayer anlässlich des Freiburg-Aufenthaltes von Marie-Antoinette im Rahmen ihrer Brautfahrt von Wien nach Versailles stach. Sie dokumentieren die Feierlichkeiten der Stadt und der Universität. Anlässlich des Besuches von Joseph II. im Juli 1777 auf der Rückkehr von seiner Frankreichreise entstanden zwei Kaiserporträts nach Zeichnungen des Universitätsbildhauers Joseph Hörr.
Ab 1757 trat Peter Mayer auch als Porträtmaler in Erscheinung. Das schmale malerische Œuvre, das nach Rudolf Morath zehn gesicherte Werke und eine Zuschreibung umfasst, beinhaltet Porträts der Kaiserfamilie sowie der Äbte Martin Gerbert und Ignaz Speckle, Stiftungsbilder und Altarbilder für die Kirchen von Hochdorf (Freiburg im Breisgau), Betzenhausen und die Wallfahrtskirche St. Ottilien.

### Lebensende und Nachlass
Peter Mayer verstarb im Alter von 82 Jahren in Freiburg. Mit Testament vom 4. Februar 1798 hinterließ er seinen vier überlebenden Kindern Haus und Vermögen. Ein großer Bestand von 582 Kupferplatten ging aus dem Besitz der säkularisierten Abtei St. Blasien in den Besitz der Universität Freiburg über, die in Geldnot geraten, die Platten am 30. Oktober 1820 für 537 Gulden 25 Kreuzer an den Kupferhammer veräußerte.